# Sargocentron xantherythrum
Sargocentron xantherythrum là một loài cá biển thuộc chi Sargocentron trong họ Cá sơn đá. Loài này được mô tả lần đầu tiên vào năm 1903.

## Từ nguyên
Từ định danh xantherythrum được ghép bởi hai âm tiết trong tiếng Hy Lạp cổ đại: xanthós (ξανθός; "vàng") và eruthrós (ἐρυθρός; "đỏ"). Jordan & Jordan (1922) thừa nhận đây là một tên gọi sai vì loài cá này có sọc trắng (không phải vàng) trên cơ thể màu đỏ tươi.

## Phân bố và môi trường sống
S. xantherythrum là loài đặc hữu của quần đảo Hawaii và đảo Johnston.
S. xantherythrum sống trên các rạn san hô, thường thấy nhất là gần các hang hốc và mỏm đá, độ sâu đến ít nhất là 217 m. Theo Mundy (2005), ghi nhận của loài này ở khoảng độ sâu dưới 60 m có vẻ như là loài Sargocentron spinosissimum.

## Mô tả
Chiều dài cơ thể lớn nhất được ghi nhận ở S. xantherythrum là 17 cm. Thân có các sọc đỏ và trắng bạc xen kẽ. Gai vây lưng có màu đỏ, trừ phần chóp gai màu trắng. Một vệt trắng từ mép hàm trên hướng xuống góc xương trước nắp mang, và một vệt trắng hẹp ở gần rìa sau nắp mang.
Số gai ở vây lưng: 11; Số tia vây ở vây lưng: 13–14; Số gai ở vây hậu môn: 4; Số tia vây ở vây hậu môn: 9.

## Sinh thái
Thức ăn của S. xantherythrum chủ yếu là động vật giáp xác.